# Championnat du Japon de football de deuxième division 2003
Navigation
J2 League 2002 J2 League 2004
Le Championnat du Japon de football de deuxième division 2003 est la 5e édition de la J.League 2. Le championnat a débuté le 15 mars 2003 et s'est achevé le 23 novembre 2003.
Les deux meilleurs du championnat sont promus en J.League 2003.

## Les clubs participants
Les équipes classées de la 3e à la 12e place de la J2 League 2002 et les 15e et 16e de J1 League 2002 participent à la compétition.
| Club                | Dernière montée | Ville     | Classement 2002 | Entraîneur         | Depuis | Stade                          | Capacité | Nombre de saisons |
| ------------------- | --------------- | --------- | --------------- | ------------------ | ------ | ------------------------------ | -------- | ----------------- |
| Sanfrecce Hiroshima | 2003            | Hiroshima | 15e             | Takeshi Ono        | 2002   | Grande Arche d'Hiroshima       | 50 000   | 1                 |
| Consadole Sapporo   | 2003            | Sapporo   | 16e             | Chang Woe-ryong    | 2003   | Sapporo Dome                   | 41 484   | 3                 |
| Albirex Niigata     | -               | Niigata   | 3e              | Yasuharu Sorimachi | 2001   | Stade Denka                    | 42 300   | 5                 |
| Kawasaki Frontale   | 2001            | Kawasaki  | 4e              | Nobuhiro Ishizaki  | 2001   | Stade d'athlétisme de Todoroki | 27 495   | 4                 |
| Shonan Bellmare     | 2000            | Hiratsuka | 5e              | Matsuichi Yamada   | 2003   | Hiratsuka Stadium              | 18 500   | 4                 |
| Omiya Ardija        | -               | Saitama   | 6e              | Eijun Kiyokumo     | 2003   | Stade du parc Omiya            | 15 500   | 5                 |
| Ventforet Kōfu      | 1999            | Kōfu      | 7e              | Hideki Matsunaga   | 2003   | Kose Sports Park Stadium       | 17 000   | 5                 |
| Avispa Fukuoka      | 2002            | Fukuoka   | 8e              | Hiroshi Matsuda    | 2003   | Level5 Stadium                 | 22 563   | 2                 |
| Sagan Tosu          | -               | Tosu      | 9e              | Yoshinori Sembiki  | 2003   | Stade de Tosu                  | 24 460   | 5                 |
| Mito HollyHock      | 2000            | Mito      | 10e             | Hideki Maeda       | 2003   | Stade Mito                     | 12 000   | 4                 |
| Montedio Yamagata   | -               | Yamagata  | 11e             | Koichi Hashiratani | 2001   | Stade du parc Yamagata         | 20 315   | 5                 |
| Yokohama FC         | 2001            | Yokohama  | 12e             | Pierre Littbarski  | 2003   | Stade Yokohama Mitsuzawa       | 15 454   | 3                 |

- Relégué de la J1 League 2002

### Localisation des clubs
| \| Clubs du Grand Tokyo · Omiya Ardija (Saitama) · Ventforet Kōfu (Yamanashi) · Shonan Bellmare (Kanagawa) · Mito HollyHock (Ibaraki) · Yokohama FC (Kanagawa) · Kawasaki Frontale (Kanagawa) Grand Tokyo Consadole Sapporo Albirex Niigata Sanfrecce Hiroshima Avispa Fukuoka Sagan Tosu Montedio Yamagata \| Localisation des clubs engagés dans le championnat. |
| Clubs du Grand Tokyo · Omiya Ardija (Saitama) · Ventforet Kōfu (Yamanashi) · Shonan Bellmare (Kanagawa) · Mito HollyHock (Ibaraki) · Yokohama FC (Kanagawa) · Kawasaki Frontale (Kanagawa) Grand Tokyo Consadole Sapporo Albirex Niigata Sanfrecce Hiroshima Avispa Fukuoka Sagan Tosu Montedio Yamagata                                                           |

| Clubs du Grand Tokyo · Omiya Ardija (Saitama) · Ventforet Kōfu (Yamanashi) · Shonan Bellmare (Kanagawa) · Mito HollyHock (Ibaraki) · Yokohama FC (Kanagawa) · Kawasaki Frontale (Kanagawa) Grand Tokyo Consadole Sapporo Albirex Niigata Sanfrecce Hiroshima Avispa Fukuoka Sagan Tosu Montedio Yamagata |

## Compétition

### Classement
Source : CLASSEMENT J.LEAGUE DIVISION 2 2003 sur transfermarkt.fr
| Rang | Équipe                | Pts | J  | G  | N  | P  | Bp | Bc | Diff |
| ---- | --------------------- | --- | -- | -- | -- | -- | -- | -- | ---- |
| 1    | Albirex Niigata       | 88  | 44 | 27 | 7  | 10 | 80 | 40 | +40  |
| 2    | Sanfrecce Hiroshima R | 86  | 44 | 25 | 11 | 8  | 65 | 35 | +30  |
| 3    | Kawasaki Frontale     | 85  | 44 | 24 | 13 | 7  | 88 | 47 | +41  |
| 4    | Avispa Fukuoka        | 71  | 44 | 21 | 8  | 15 | 67 | 62 | +5   |
| 5    | Ventforet Kōfu        | 69  | 44 | 19 | 12 | 13 | 58 | 46 | +12  |
| 6    | Omiya Ardija          | 61  | 44 | 18 | 7  | 19 | 52 | 61 | -9   |
| 7    | Mito HollyHock        | 56  | 44 | 15 | 11 | 18 | 37 | 41 | -4   |
| 8    | Montedio Yamagata     | 55  | 44 | 15 | 10 | 19 | 52 | 60 | -8   |
| 9    | Consadole Sapporo R   | 52  | 44 | 13 | 13 | 18 | 57 | 56 | +1   |
| 10   | Shonan Bellmare       | 44  | 44 | 11 | 11 | 22 | 33 | 53 | -20  |
| 11   | Yokohama FC           | 42  | 44 | 10 | 12 | 22 | 49 | 88 | -39  |
| 12   | Sagan Tosu            | 20  | 44 | 3  | 11 | 30 | 40 | 89 | -49  |

|  | Promu en J1 League 2004       |
|  | R : Relégué de J1 League 2002 |

## Statistiques

### Meilleurs buteurs
|                    | Buteur           | Club                | Buts | MJ |
| ------------------ | ---------------- | ------------------- | ---- | -- |
| Médaille d'or      | Marcus           | Albirex Niigata     | 32   | 41 |
| Médaille d'argent  | Juninho          | Kawasaki Frontale   | 28   | 39 |
| Médaille de bronze | Baré             | Omiya Ardija        | 22   | 43 |
| 4                  | Bentinho         | Avispa Fukuoka      | 20   | 41 |
| 5                  | Augusto          | Kawasaki Frontale   | 17   | 41 |
| 6                  | Marcelo Ramos    | Sanfrecce Hiroshima | 14   | 32 |
| 7                  | Yusaku Ueno      | Albirex Niigata     | 13   | 41 |
| 8                  | Kazuki Ganaha    | Kawasaki Frontale   | 13   | 40 |
| 9                  | Shoji Jo         | Yokohama FC         | 12   | 33 |
| 10                 | Hiroyuki Hayashi | Avispa Fukuoka      | 11   | 31 |